# موراي ويلكوكس
موراي ويلكوكس (بالإنجليزية: Murray Wilcox)‏ هو قاضي أسترالي، ولد في 1937، وتوفي في 8 نوفمبر 2018.